# Norbert Heinz
Norbert Heinz ist ein ehemaliger deutscher Basketballspieler.

## Werdegang
Heinz war im Basketball-Bundesliga-Spieljahr 1989/90 Mitglied des Aufgebots des MTV 1846 Gießen und bestritt 17 Spiele für die Mittelhessen, in denen er insgesamt acht Punkte erzielte. 1990 wechselte er zum EOSC Offenbach.